# Moniligastridae
Die Familie Moniligastridae, die gleichzeitig die Ordnung Moniligastrida bildet, ist ein Taxon regenwurmähnlicher, bodenbewohnender Wenigborster (Oligochaeta) in der Ringelwurm-Klasse der Gürtelwürmer (Clitellata) und umfasst etwa 200 Arten, die in Südasien und Südostasien verbreitet sind.

## Merkmale
Im Gegensatz zu den Crassiclitellata, zu denen die Regenwürmer gehören, haben die Moniligastridae ein Clitellum, das nur aus einer Zellschicht besteht, und große, dotterreiche Eier, mit denen die sich entwickelnden Embryonen voll ernährt werden. Hierin ähneln die Moniligastridae den aquatischen Ringelwürmern der Familien Lumbriculidae und Haplotaxidae. Die Moniligastridae sind wie alle Gürtelwürmer Zwitter und haben ein bis zwei Paar Hoden, aufgehängt in Hodensäcken am hinteren Septum des 10. und/oder 11., seltener des 11. und/oder 12. Segments, während Bläschendrüsen fehlen. Sie haben ein Paar Eierstöcke im 11., 12. oder 13. Segment, stets hinter den Hoden. Die Samenleiter durchdringen ebenso wie die Eileiter nur eine Segmentscheidewand, so dass sie in dem Segment nach außen münden, das den zugehörigen Gonaden folgt. Deshalb befinden sich bei den Moniligastridae die männlichen vor den weiblichen Geschlechtsöffnungen – umgekehrt als bei den Crassiclitellata. Die Eierstöcke sitzen in Septenkammern. Die Prostata ist kapselförmig. Die Receptacula seminis haben jeweils einen Blindsack ohne Sperma. Das Prostomium ist abgesetzt. Am Darm sitzen dorsal enterosegmentale Organe.
Äußerlich ähneln die Moniligastridae den Crassiclitellata, mit denen sie die typischen ursprünglichen Merkmale der paraphyletischen Wenigborster teilen. So haben sie ein voll entwickeltes, nach Segmenten septiertes und als Hydroskelett wirkendes Coelom sowie ein primäres geschlossenes Blutgefäßsystem. Sie sind regelmäßig segmentiert und besitzen an jedem Segment vier Paar Borstensäcke, mit denen sich die Tiere im Boden verankern und die den notwendigen Halt bei der Fortbewegung geben. Anders als bei den Crassiclitellata ist allerdings bei den Moniligastridae außerhalb der Paarungszeit keinerlei Clitellum erkennbar, weshalb sie von Carl Claus 1880 als „gürtellose Erdwürmer“ bezeichnet wurden.
Bei der Begattung heften sich zwei Tiere mit einem Sekret des Clitellums in Gegenrichtung aneinander und tauschen Spermien aus, die in die Receptacula seminis des Sexpartners aufgenommen werden. Eine getrennte Führung der Eizellen und Spermien verhindert Selbstbefruchtung. Durch ein Sekret des Clitellums wird ein Eikokon gebildet, in den der Gürtelwurm zunächst seine eigenen Eier und sodann aus seinen Receptacula seminis das Sperma seines Sexpartners abgibt und so die Befruchtung im Kokon ermöglicht. Hier entwickeln sich die Embryonen zu fertigen kleinen Würmern.

## Verbreitung, Lebensraum und Lebensweise
Die Moniligastridae sind in Südasien und Südostasien vom südlichen Indien und Sri Lanka bis hin nach Mandschurei, Korea, Japan, Philippinen, Borneo und Sumatra heimisch. Eine noch größere Verbreitung haben wahrscheinlich durch Verschleppung durch den Menschen einige der etwa 113 Arten der Gattung Drawida gefunden.
Die Moniligastridae leben als Substratfresser im Erdboden und Humus, wo sie sich wie Regenwürmer von den Mikroorganismen und dem zerfallenden organischen Material im verschluckten Substrat ernähren.

## Gattungen
Die über 200 Arten der Moniligastridae werden auf fünf Gattungen verteilt:
- Desmogaster Rosa, 1890
- Drawida Michaelsen, 1900
- Eupolygaster Michaelsen, 1900
- Hastirogaster Gates, 1930
- Moniligaster Perrier, 1872

Als erste Art wurde Moniligaster deshayesi aus Waldböden bei Konni in den West-Ghats von Kerala 1872 von Edmond Perrier beschrieben.